# Forța pistolului
Forța pistolului (în engleză Magnum Force) este un film polițist thriller american din 1973, produs de Robert Daley și regizat de Ted Post, al doilea din seria Inspectorul Harry (Dirty Harry). Clint Eastwood interpretează rolul titular, în a doua sa apariție ca inspectorul de la San Francisco Police Department "Dirty" Harry Callahan. Scenariul este scris de  John Milius (cel care, fără a fi menționat, a rescris scenariul filmului original) și Michael Cimino. David Soul, Tim Matheson și Robert Urich interpretează rolurile principalilor antagoniști ai filmului, ca polițiști corupți. Având 124 de minute, acesta este cel mai lung film din seria Dirty Harry.

## Distribuție
- Clint Eastwood - inspectorul Harry Callahan
- Hal Holbrook - lt. Neil Briggs
- David Soul - agentul John Davis
- Tim Matheson - agentul Philip Sweet
- Kip Niven - agentul Alan "Red" Astrachan
- Robert Urich - agentul Michael Grimes
- Felton Perry - inspectorul Earlington "Early" Smith
- Mitch Ryan - polițistul Charles "Charlie" McCoy
- Margaret Avery - prostituata
- Bob McClurg - taximetristul
- John Mitchum - inspectorul Frank DiGiorgio
- Albert Popwell - proxenetul J.J. Wilson
- Richard Devon - Carmine Ricca
- Christine White - Carol McCoy
- Tony Giorgio - Frank Palancio
- Jack Kosslyn - Walter
- Bob March - Estabrook
- Adele Yoshioka - Sunny